# الكنيسة الأرثوذكسية الروسية بتونس

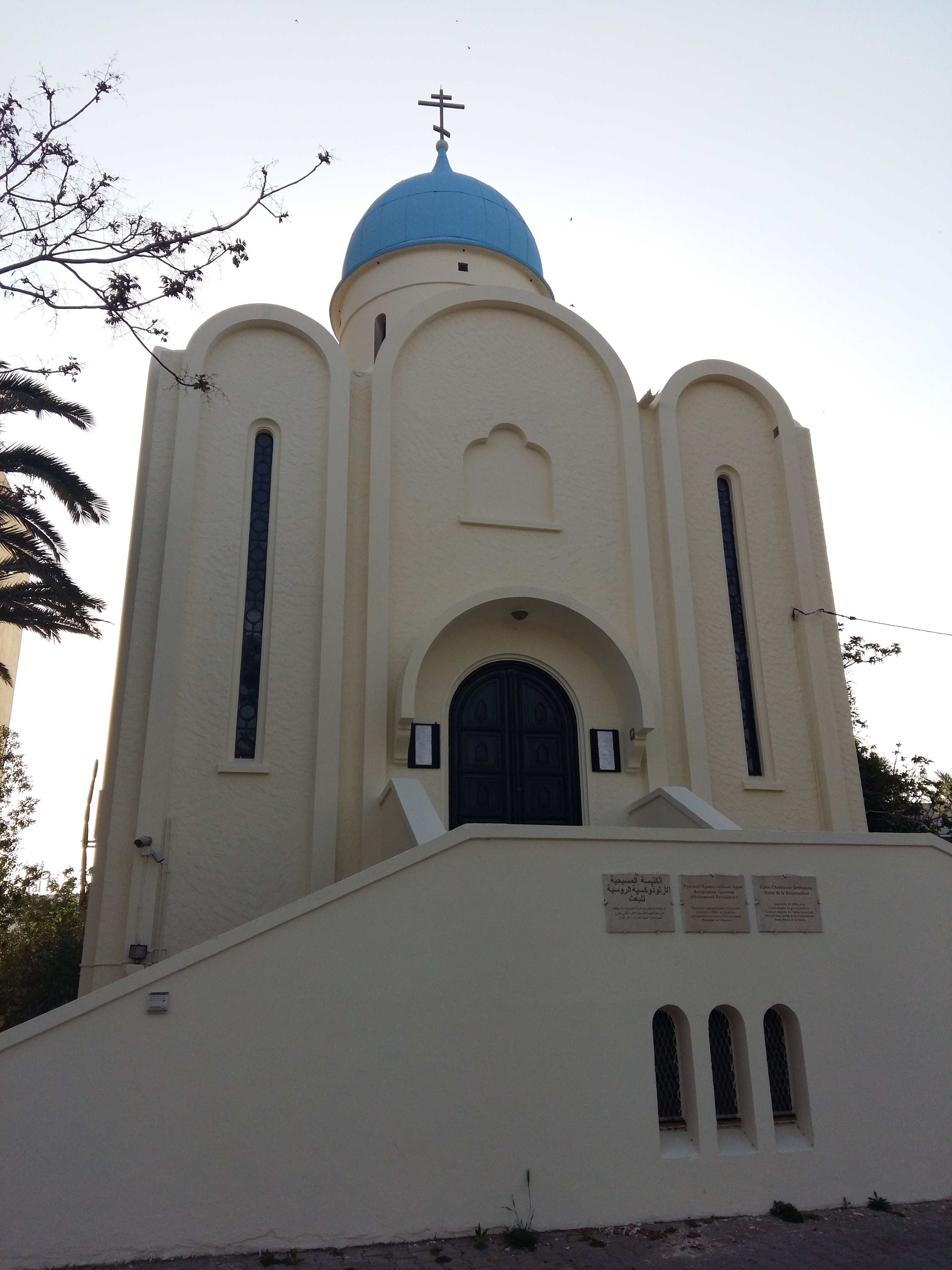
الكنيسة الأرثوذكسية الروسية بتونس

الكنيسة الأرثوذكسية الروسية بتونس تم بناؤها بترخيص من الدولة التونسية سنة 1956 على نمط الكنيسة التاريخية كنيسة حماية السيدة العذراء في القرن الثاني عشر.

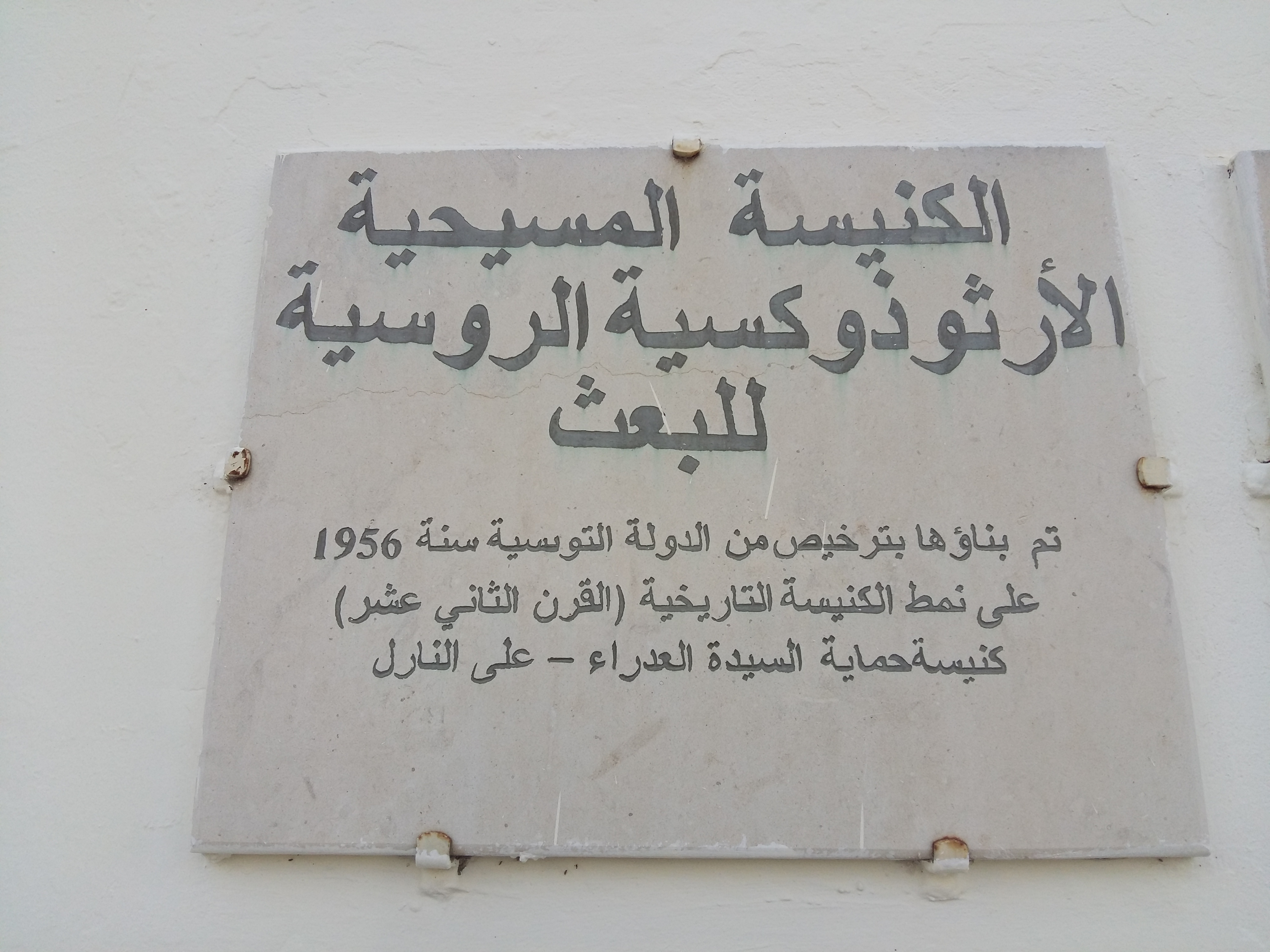
اللوحة الموجودة على باب الكنيسة بالعربي